# Vudneluobbal
Vudneluobbal eller Vudniluobbal är en sjö i Finland. Den ligger i kommunen Utsjoki i landskapet Lappland, i den norra delen av landet, 1 100 km norr om huvudstaden Helsingfors. Vudneluobbal ligger 284 meter över havet. Arean är 57 hektar och strandlinjen är 6,9 kilometer lång. Sjön  ingår i Tana älvs huvudavrinningsområde.   Den ligger vid sjön Koalsjävri. Omgivningarna runt Vudneluobbal är i huvudsak ett öppet busklandskap.